# Camping World
A Camping World é uma empresa dos Estados Unidos do ramo de acampamentos e veículos recreativos, foi fundada em 1966 e é notável por ser uma das principais patrocinadoras da NASCAR e da Indy Racing League.